# Gardisten 4

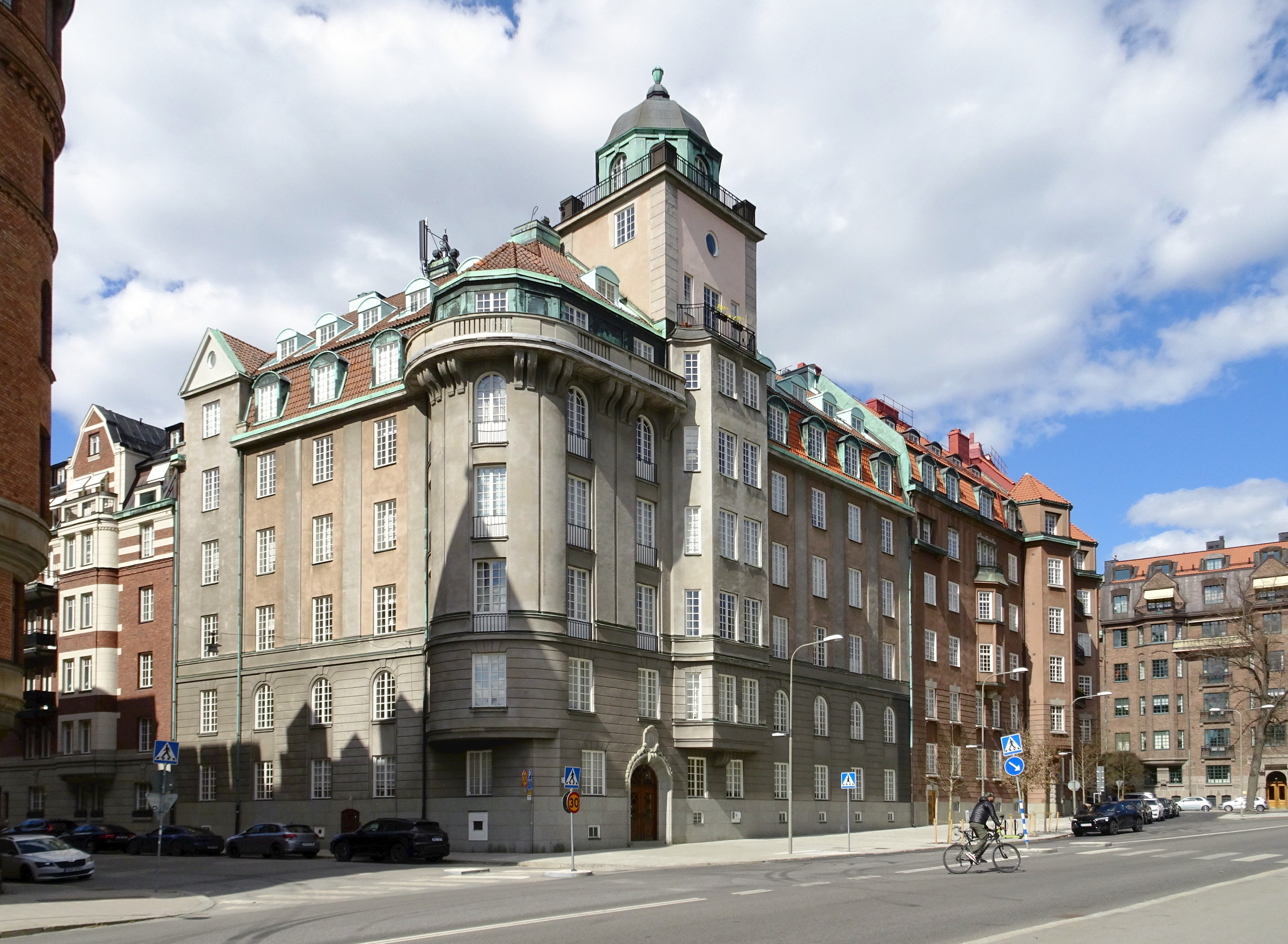
Strandvägen 59–61, Gardisten 4 närmast kameran, maj 2022.

Gardisten 4 är en kulturhistoriskt värdefull fastighet i kvarteret Gardisten i hörnet Strandvägen 59 / Storgatan 61 på Östermalm i Stockholm. Byggnaden uppfördes 1913–1915 efter ritningar av arkitektkontoret Höög & Morssing och är grönmärkt av Stadsmuseet i Stockholm vilket betyder "särskilt värdefull från historisk, kulturhistorisk, miljömässig eller konstnärlig synpunkt".

## Bakgrund

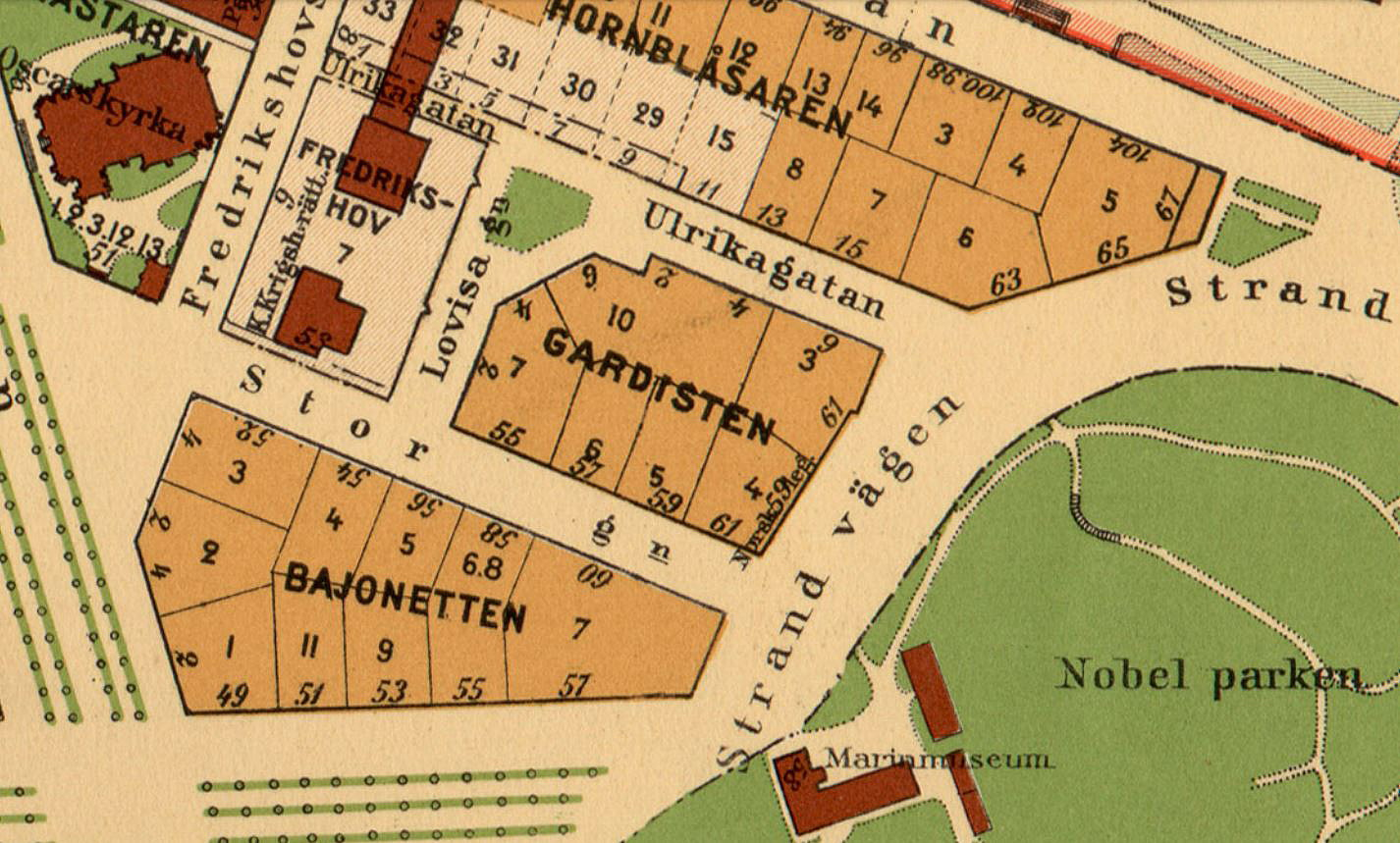
Gardisten på 1930-talet.

Tidigare låg här storkvarteret Terra Nova större som hade sitt namn efter skeppsvarvet Terra Nova. I slutet av 1800-talet bildades på en mindre del av Terra nova större (motsvarande Svea livgardes kaserner) kvarteret Trumman som i sin tur blev platsen för kvarteret Gardisten och norra grannkvarteret Hornblåsaren. Gardisten är passande, eftersom området ingick i Svea livgardes domäner från 1800-talet. 
Idag påminner ett 60-tal liknade kvartersnamn om den långa militära epoken på Östermalm. Gardisten, belägen strax öster om Fredrikshov, fick sin nuvarande bebyggelse först på 1910-talet sedan större delen av Fredrikshovs byggnaderna rivits. Före 1914 ingick denna del av Strandvägen i Kavallerivägen som då bytte namn till Strandvägen och förlängdes förbi Diplomatstaden fram till Djurgårdsbrunnsvägen.

## Byggnadsbeskrivning

### Exteriör

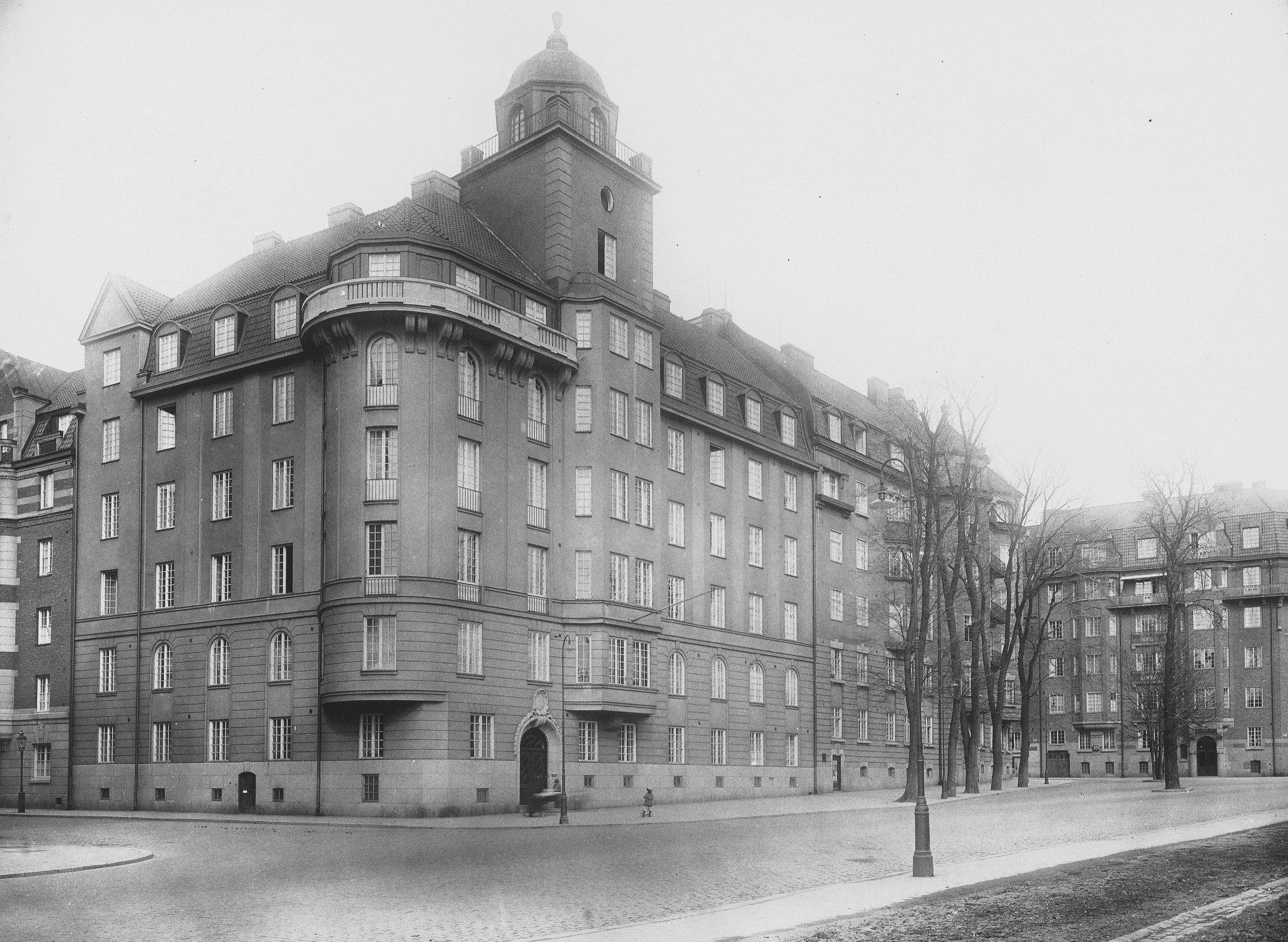
Gardisten 4 på 1910-talet.

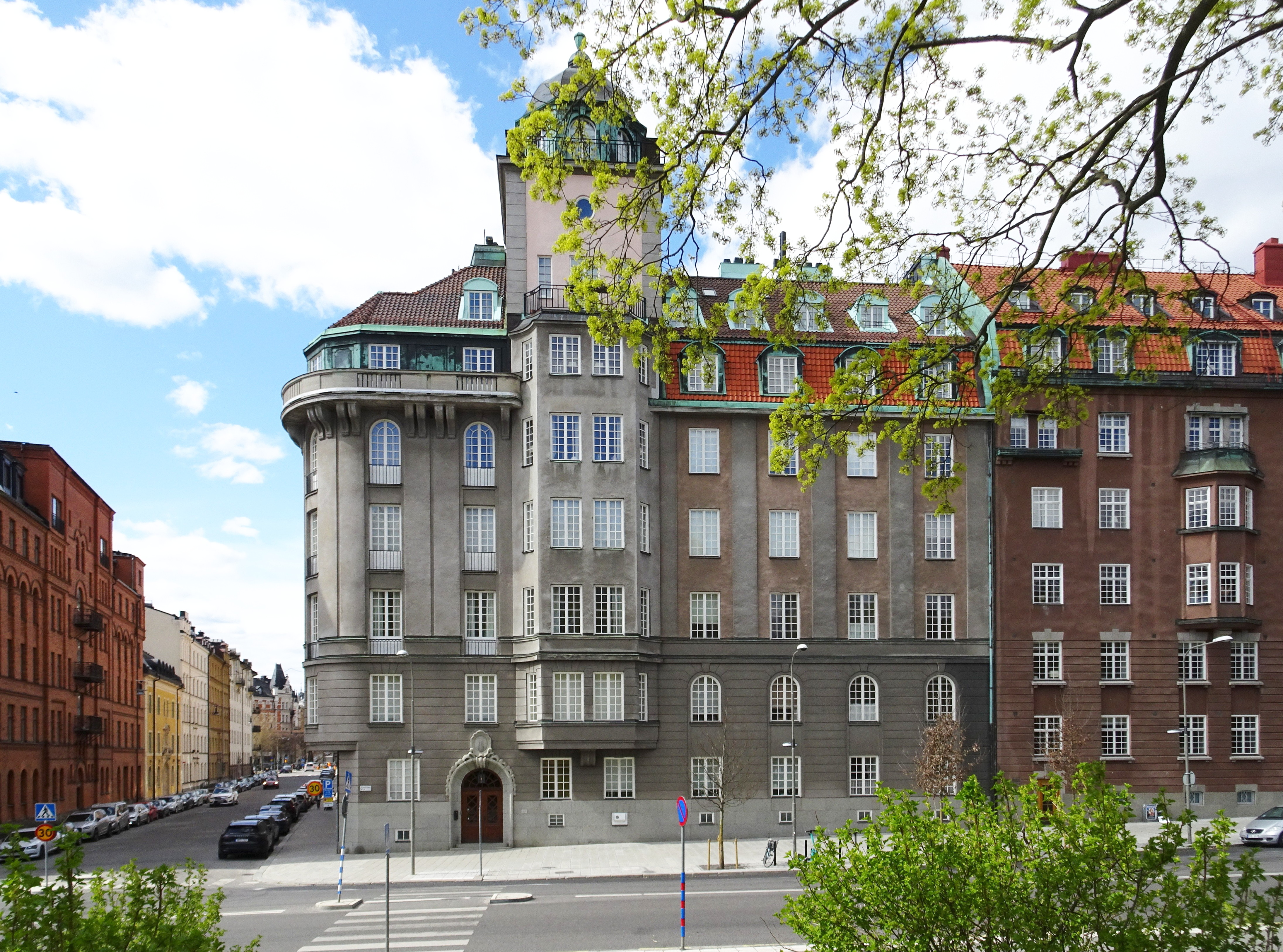
Fasad mot Strandvägen, 2022.

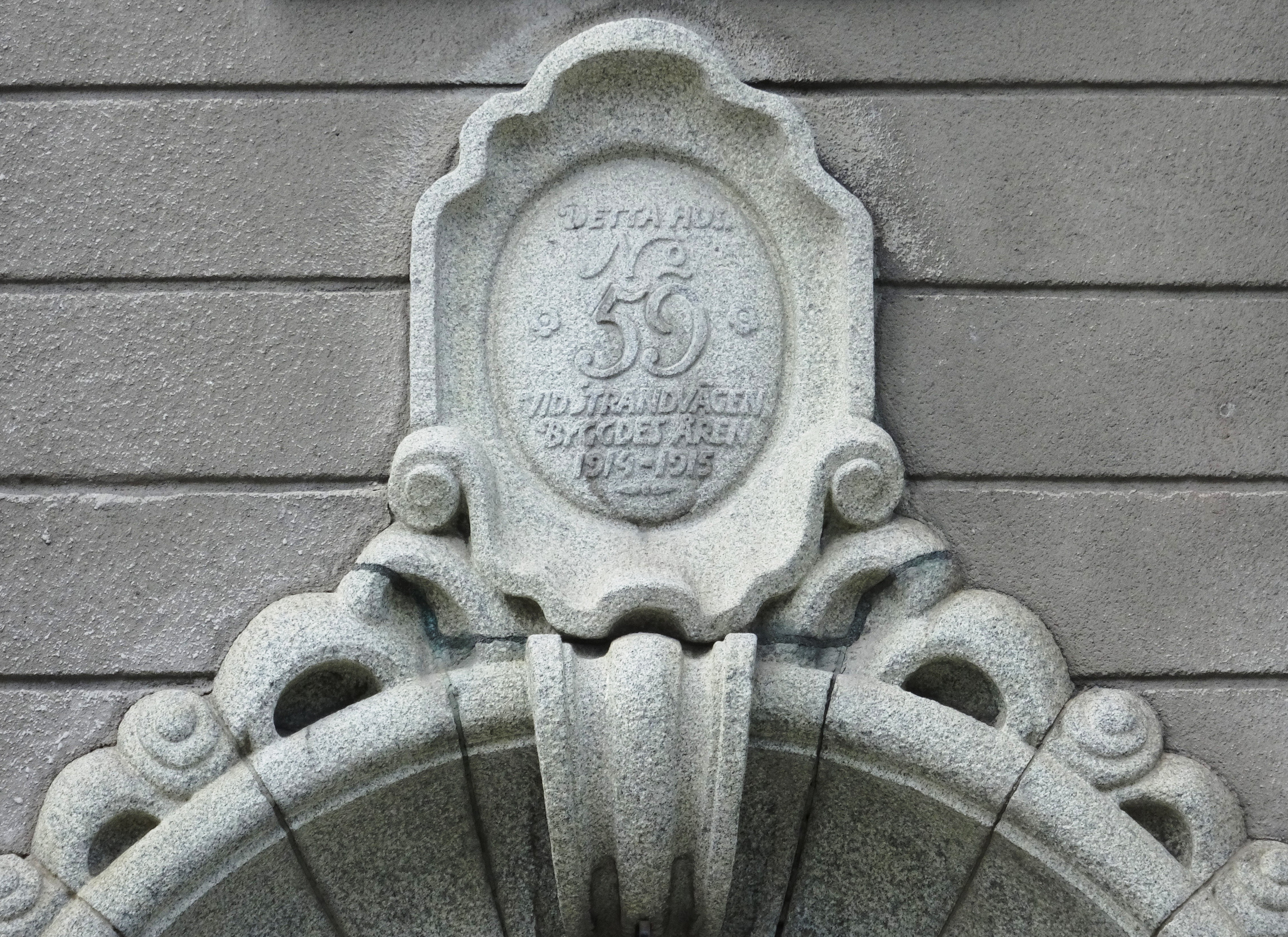
Kartuschen över huvudentrén.

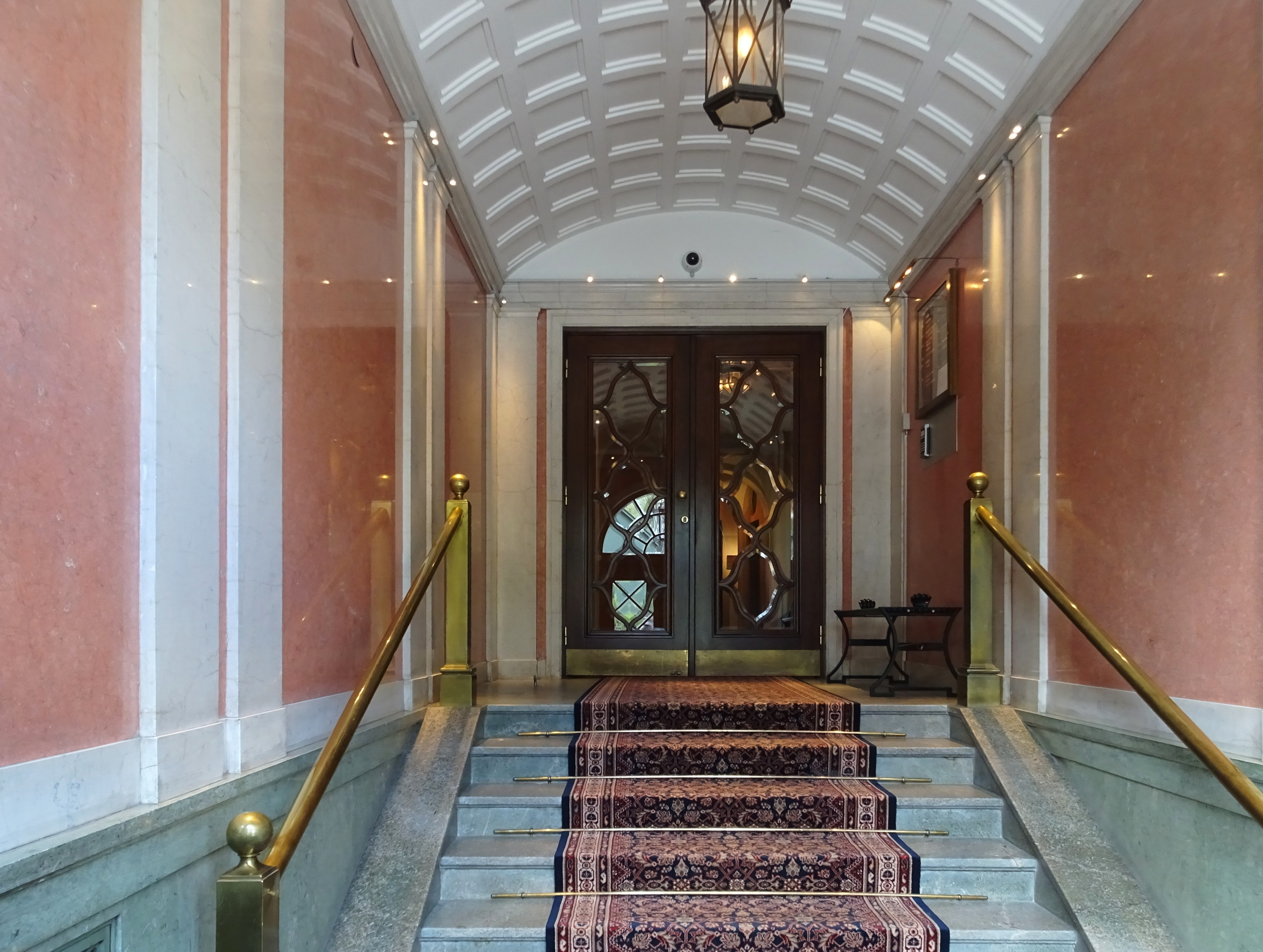
Entréhallen.

Den attraktiva hörntomten mittemot Nobelparken och Gamla Skogsinstitutet förvärvades av byggmästaren Nils Petrus Althin som även uppförde huset. Althin utövade en omfattande byggverksamhet mellan 1882 och 1925 i Stockholm och andra platser i Sverige. Han uppträdde då ofta som byggherre, det vill säga han uppförde byggnader för egen räkning som han sedan sålde med vinst vilken finansierade nästa projekt. 
Till arkitekt anlitade han det vid tiden välkända arkitektkontoret Höög & Morssing som drevs av arkitekterna Victor Dorph och Gunnar Morssing. De gav byggnaden en kraftfull, sammanhållen volym med fasader av terrassitputs, i höjd med bottenvåning och våning 1 trappa rusticerad. Sockeln är av granit. 
Fasaden mot Strandvägen domineras av kvadratiskt torn, krönt av en balustrad och en lanternin med kupol. Av det ursprungliga ritningsmaterialet från augusti 1913 framgår att det först ritades ett alternativ utan torn. Det finns två burspråk i olika former, bland annat ett vilket gestaltades som ett runt hörntorn med kringlöpande balkong högst upp. Byggnaden fick fem våningar samt tak- och källarvåning. Vinden inreddes senare med bostäder. Yttertaket utgörs av höga, brutna takfall täckta med glaserat taktegel.  Husets ursprungligen småspröjsade fönster är fortfarande bevarade.

### Interiör
Huvudentrén är från Strandvägen 59. Portalomfattningen är av finhuggen granit. Ovanför finns en kartusch med inskriptionen ”Detta hus No 59 vid Strandvägen byggdes åren 1914-1915”. Entréhallen innanför har golv och trappa av vit marmor och fristående räcke av mässing. Väggarna är målade i rosa stucco lustro och fältindelade av dubbla vita pilaster. Däröver spänner sig ett tunnvälvt, kassettindelat tak i stuck. Innanför öppnar sig en oval vestibul gestaltad med vägguppdelning i arkader, stucco lustro-väggar och polerad mässing. Härifrån når man själva huvudtrapphuset och innergården samt ingångarna till bottenvåningens lägenheter. I trapphuset finns kryssvälvda travéer av gips och fyllningsdörrar av ek i nyrokoko. Trappstegen är av grön marmor. Hiss fanns redan från början.
Den ursprungliga lägenhetsfördelningen var en enda stor lägenhet om 13 rum och kök per plan. Köksregionen nåddes via en egen kökstrappa från innergården. Det fanns badrum, flera duschrum och flera toaletter i varje lägenhet. Till köket hörde en egen diskavdelning och i serveringsgången fanns diskho med marmorbänk. Bottenvåningens ovala vestibul hade sin motsvarighet i en oval hall till bostadens bibliotek, förmak, salong och sal. Salongen upptog det rundade burspråket i hörnet medan salen hade tillgång till burspråket mot Strandvägen. Paradrummen lades i fil med pardörrar eller skjutdörrar emellan. 
Bottenvåningen var uppdelad i två bostäder om fem rum och kök respektive sex rum och kök samt ett litet rum för portvakten som hade en lucka ut mot entréhallen. I källaren fanns pannrum, kolrum och tvättstuga med strykrum och bostädernas lägenhetsförråd. Under årens lopp inreddes vinden, ombyggdes lägenheterna, moderniserades och uppdelades. De bevarar idag inte mycket av den ursprungliga inredningen.

## Ägare och boenden
Omkring år 1920 hade den ursprungliga fastighetsägaren, Althin, sålt Gardisten 4 till översten Pehr Christian Libert Lovén. Bland hyresgästerna fanns då den norska statsmannen Francis Hagerup. 1926 hade fastigheten övertagits av musikförläggaren Georg Lundquist och den norske diplomaten Johan Wollebæk bodde i huset. På 1930-talet låg Norges legation i Sverige i byggnaden. Nuvarande fastighetsägare är bostadsrättsföreningen Gardisten nr 4 som bildades 1987. I fastigheten finns 20 lägenheter med storlekar mellan 68 och 274 m². En av lägenheterna om 5 rum och kök (155 m²) såldes år 2020 för 25 650 000 kronor.

## Originalritningar

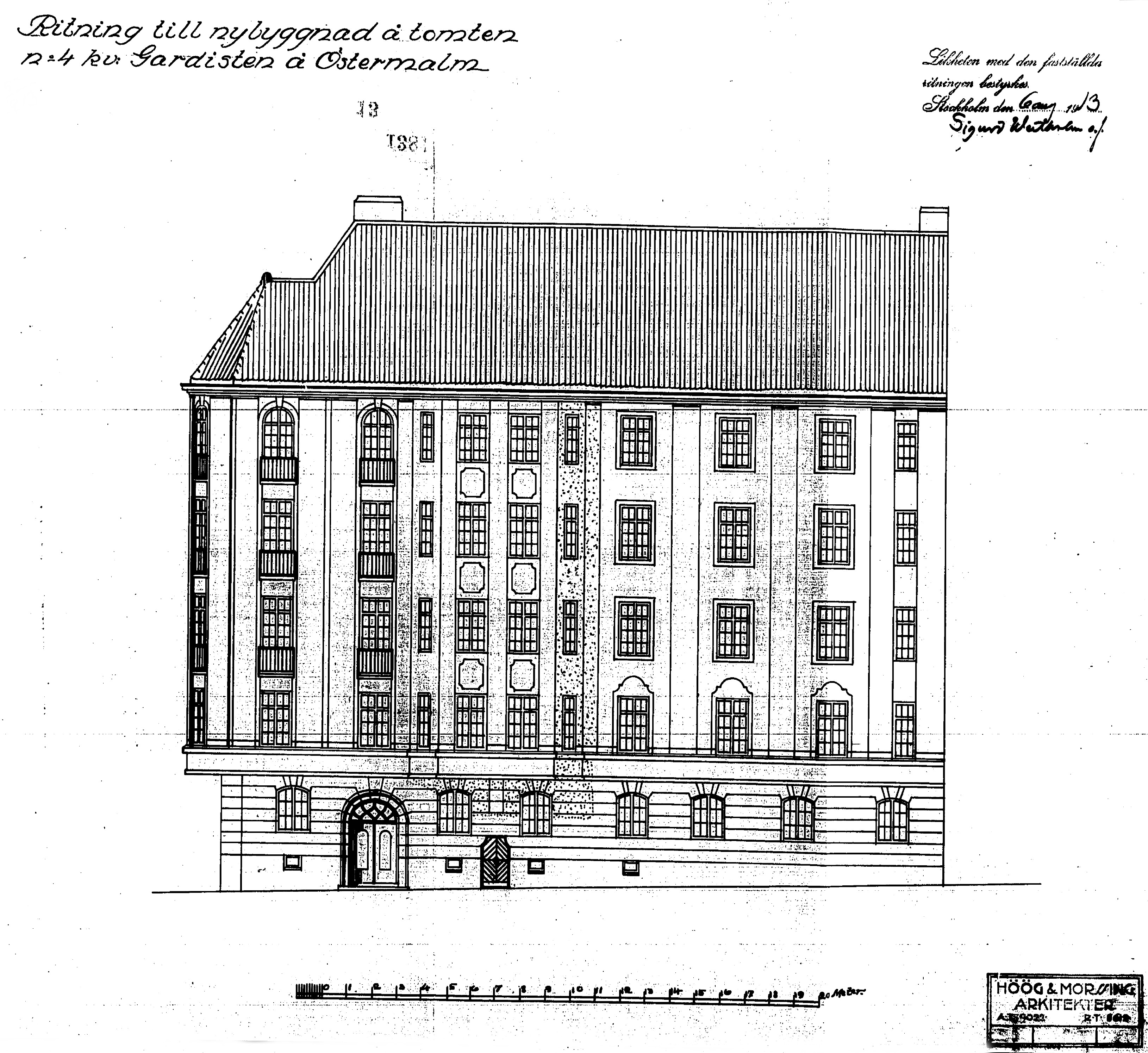
Fasad mot Strandvägen utan torn (förslag ej utfört)
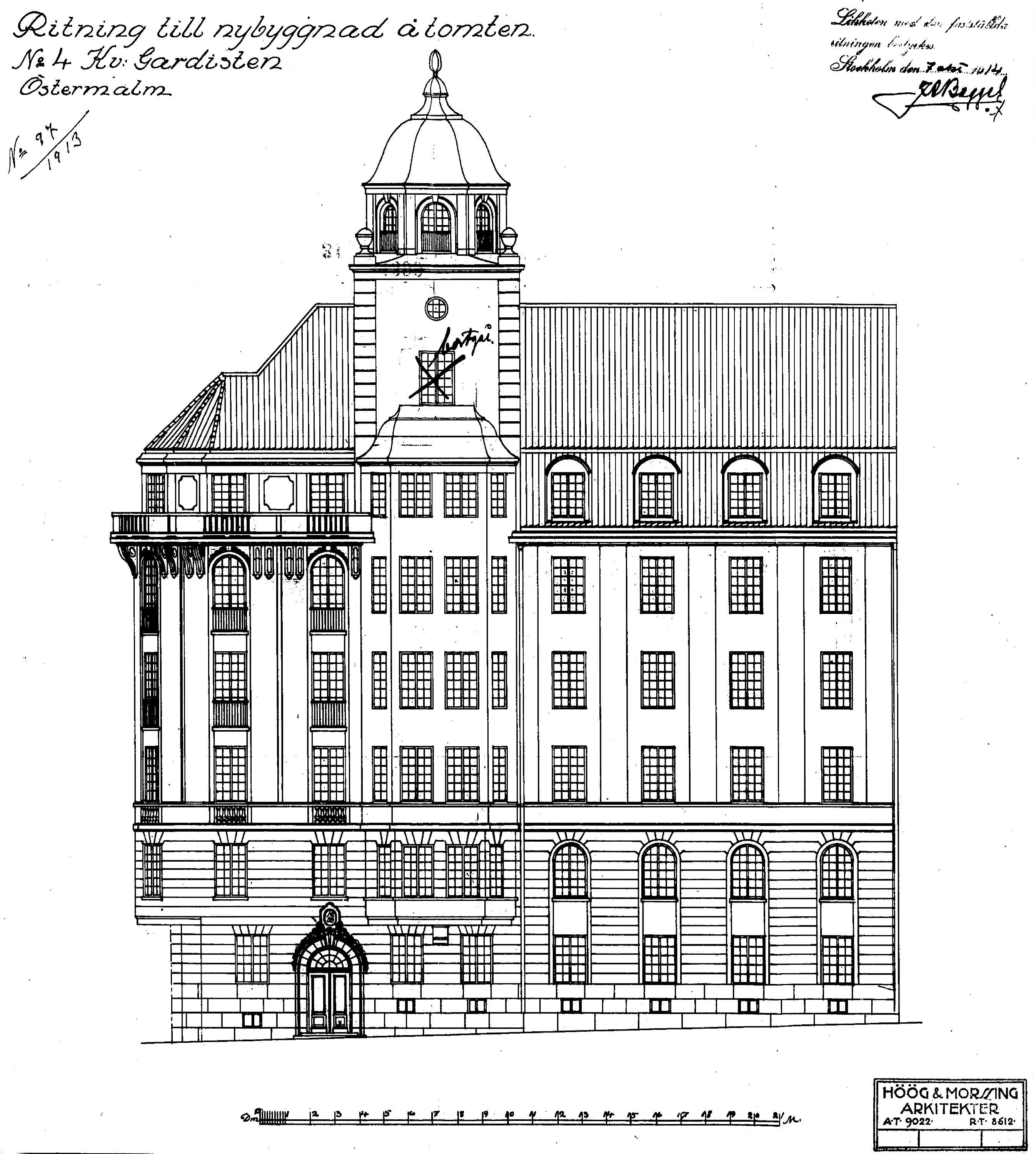
Fasad mot Strandvägen med torn. (utfört förslag)
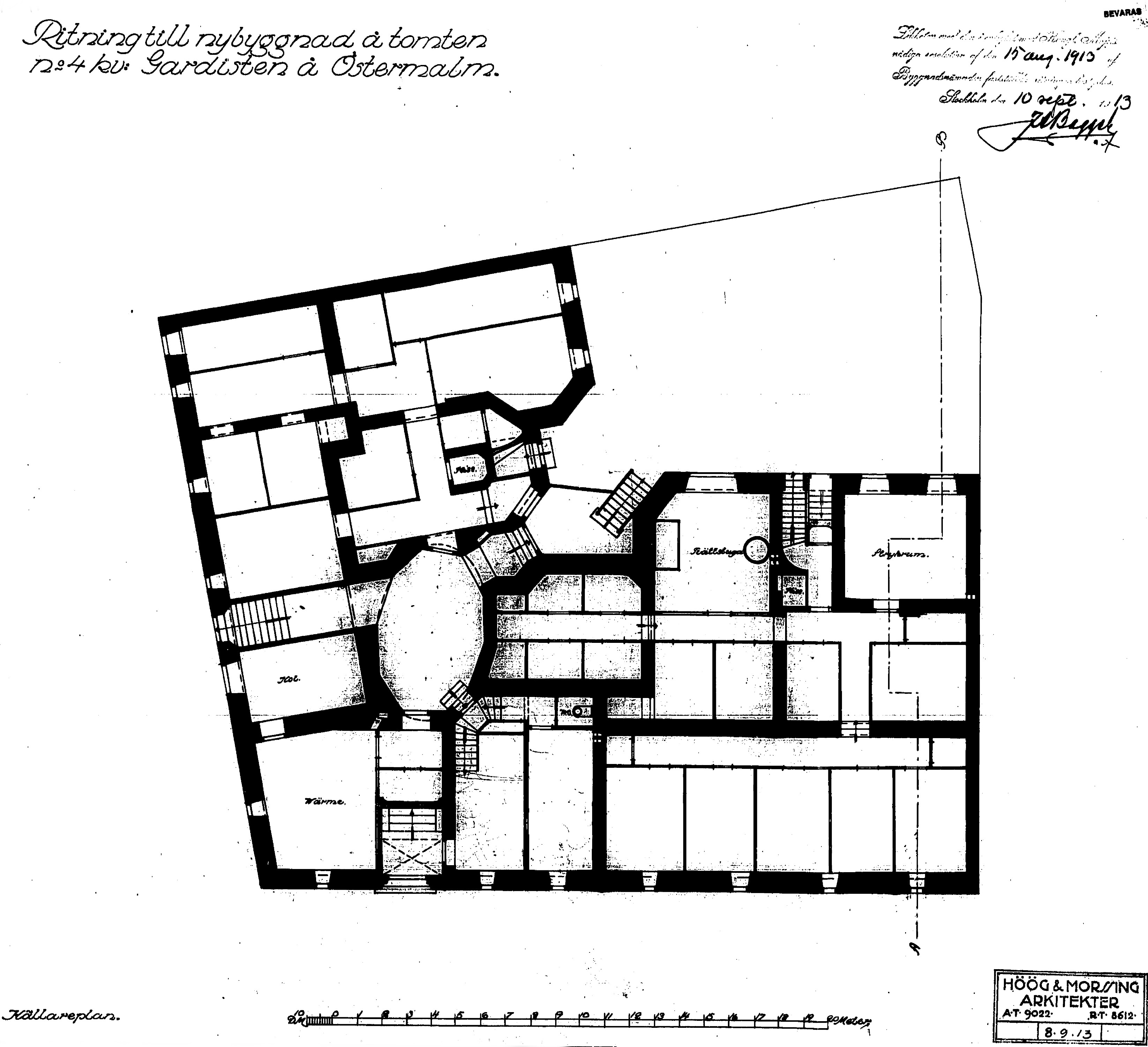
Källarvåning.
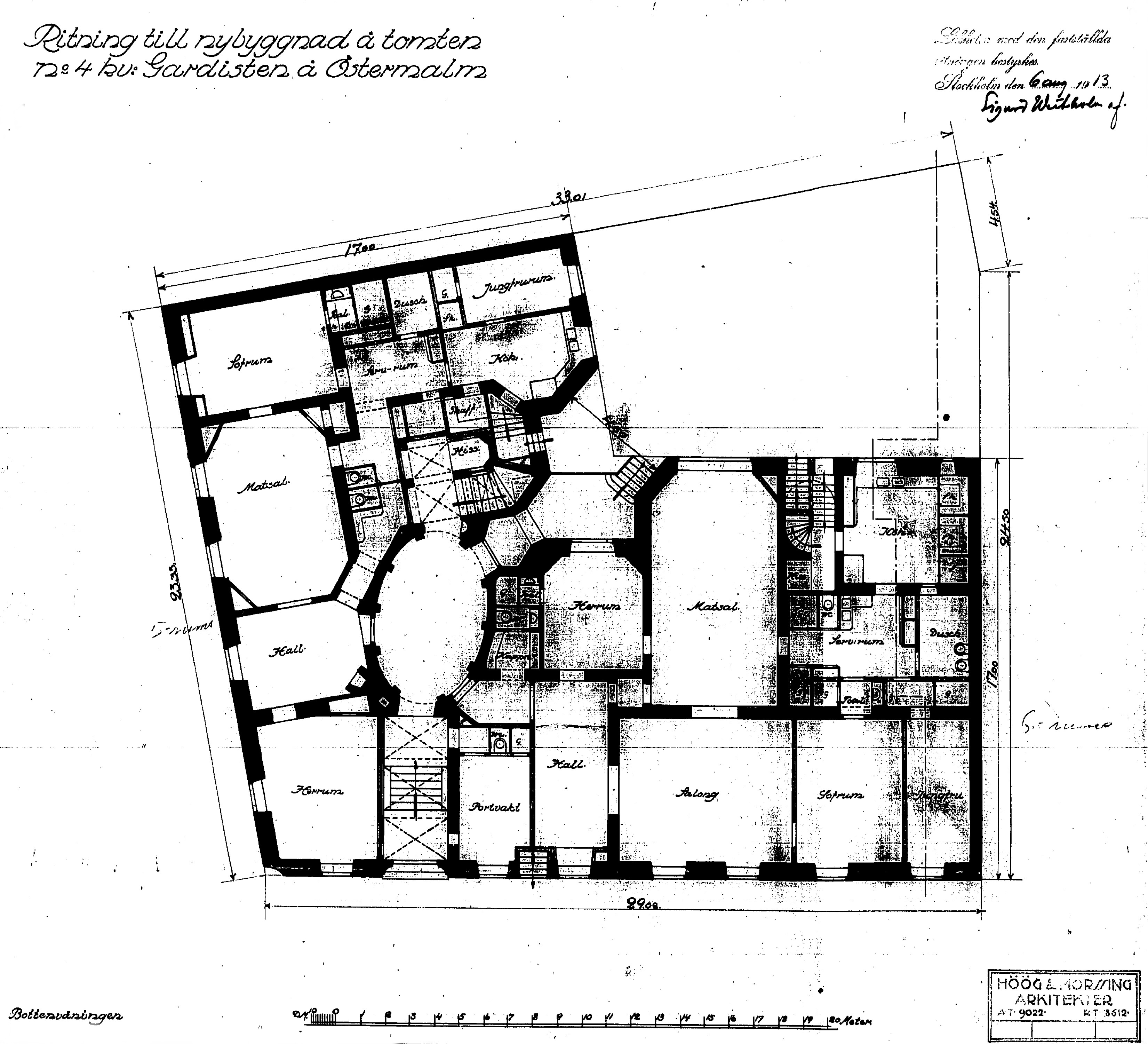
Bottenvåning.
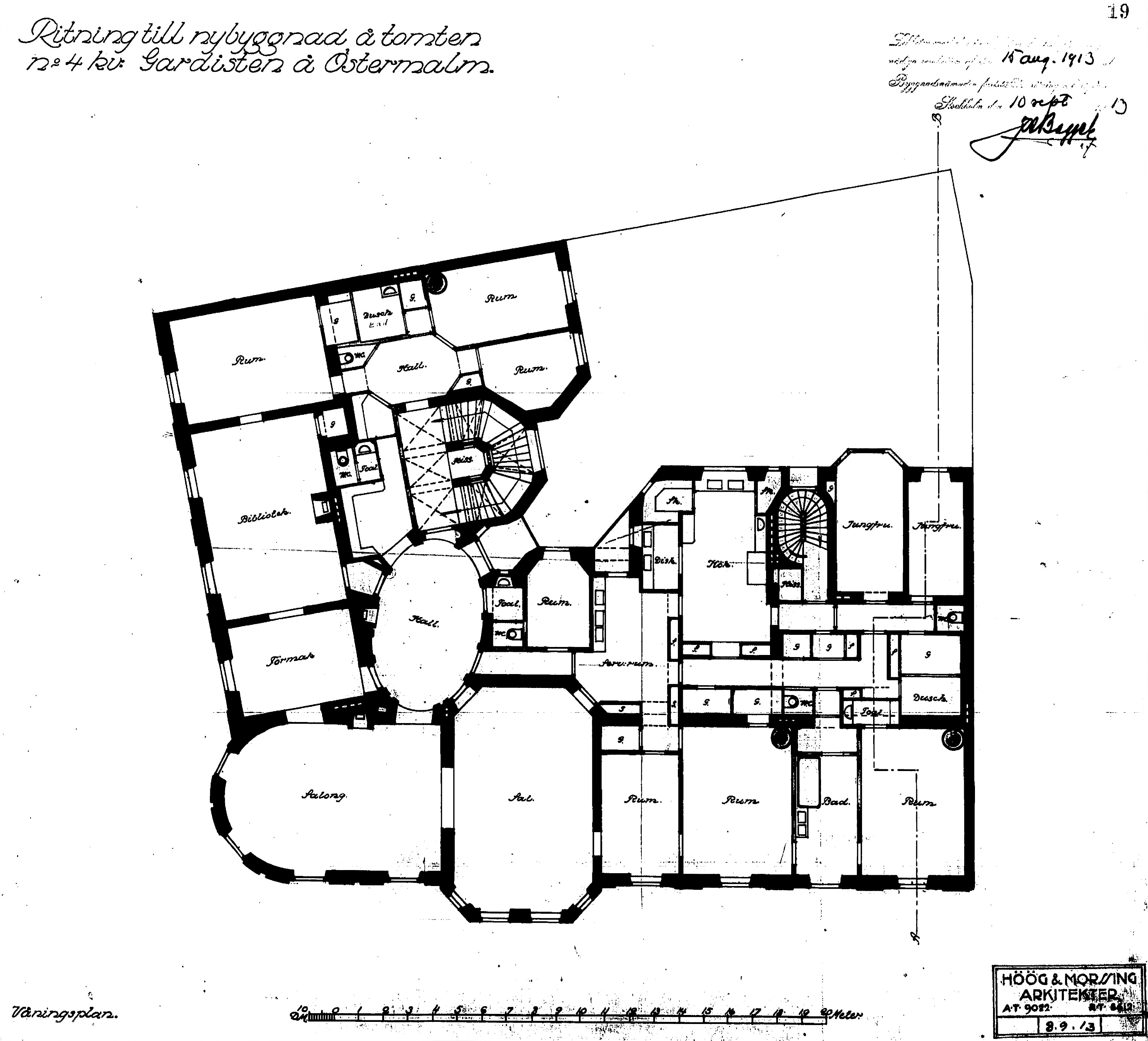
Våningsplanen.
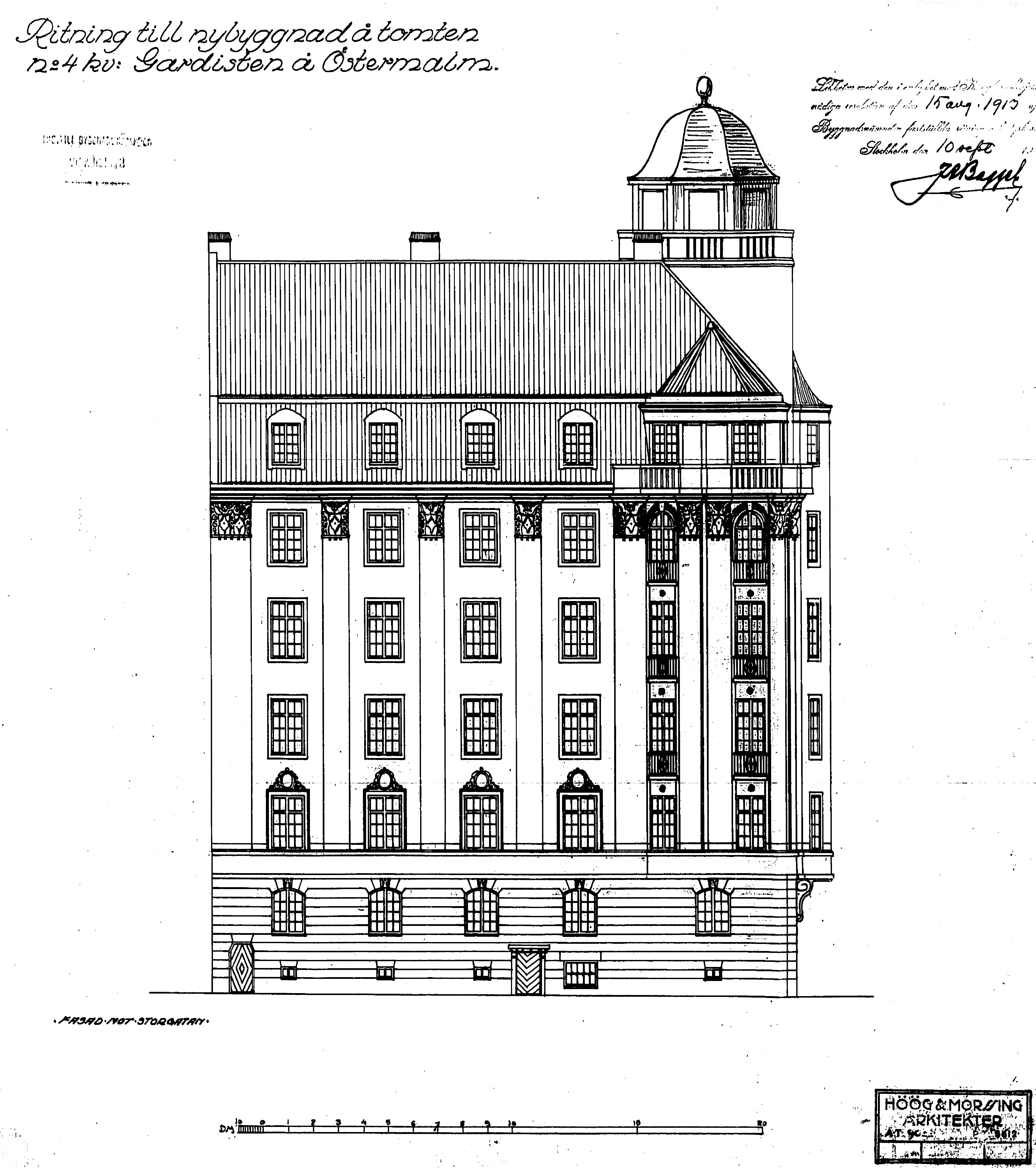
Fasad mot Storgatan.